# فريديريك بيانكي
فريديريك بيانكي (بالألمانية: Vinzenz Ferrerius von Bianchi)‏ (و. 1768 – 1855 م) هو عسكري، من النمسا، ولد في فيينا، ويحمل رتبة عسكرية فيلد مارشال، توفي عن عمر يناهز 87 عاماً.

## جوائز
حصل على جوائز منها:
- Commander of the Order of Maria Theresa  [لغات أخرى]‏.